# Cantonul Nevers-Centre
Cantonul Nevers-Centre este un canton din arondismentul Nevers, departamentul Nièvre, regiunea Burgundia, Franța.